# 동공과다증

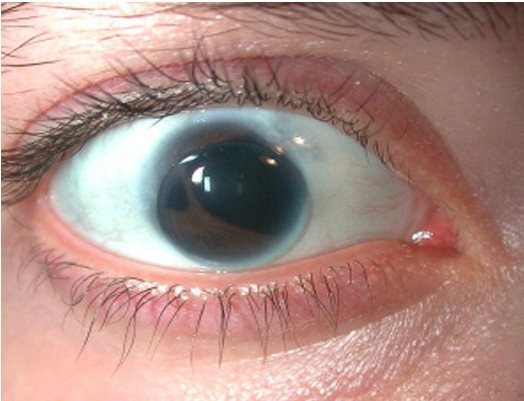
유전병과 관련된 동공과다증.

동공과다증(瞳孔過多症, polycoria) 또는 다동공증(多瞳孔症)은 홍채에 둘 이상의 눈동자가 있는 안구 질병이다. 유전성이 있을 수 있으며 홍채에 영향을 주는 질병으로 인하여 발생할 수도 있다.
동공과다증은 매우 희귀한 질병이며 다른 질병과 혼동하는 경우도 있다.

## 같이 보기
- 다시증